# Multiplexage en longueur d'onde
Le multiplexage en longueur d'onde, souvent appelé WDM (Wavelength Division Multiplexing en anglais), est une technique utilisée en communication optique qui permet d'augmenter le débit sur une fibre optique en faisant circuler plusieurs signaux de longueurs d'onde différentes sur une seule fibre, en les mélangeant à l'entrée à l'aide d'un multiplexeur (Mux) et en les séparant à la sortie au moyen d'un démultiplexeur (deMux).
Il s'agit pour simplifier de faire passer plusieurs « couleurs » simultanément dans une fibre – ou le plus souvent une paire de fibres (émission / réception). Ces « couleurs » sont visibles séparément à chaque extrémité, mais circulent de concert sur le médium. Chaque « couleur » constitue alors un lien réseau séparé et indépendant du point de vue des équipements qui l'utilisent.

## Principe

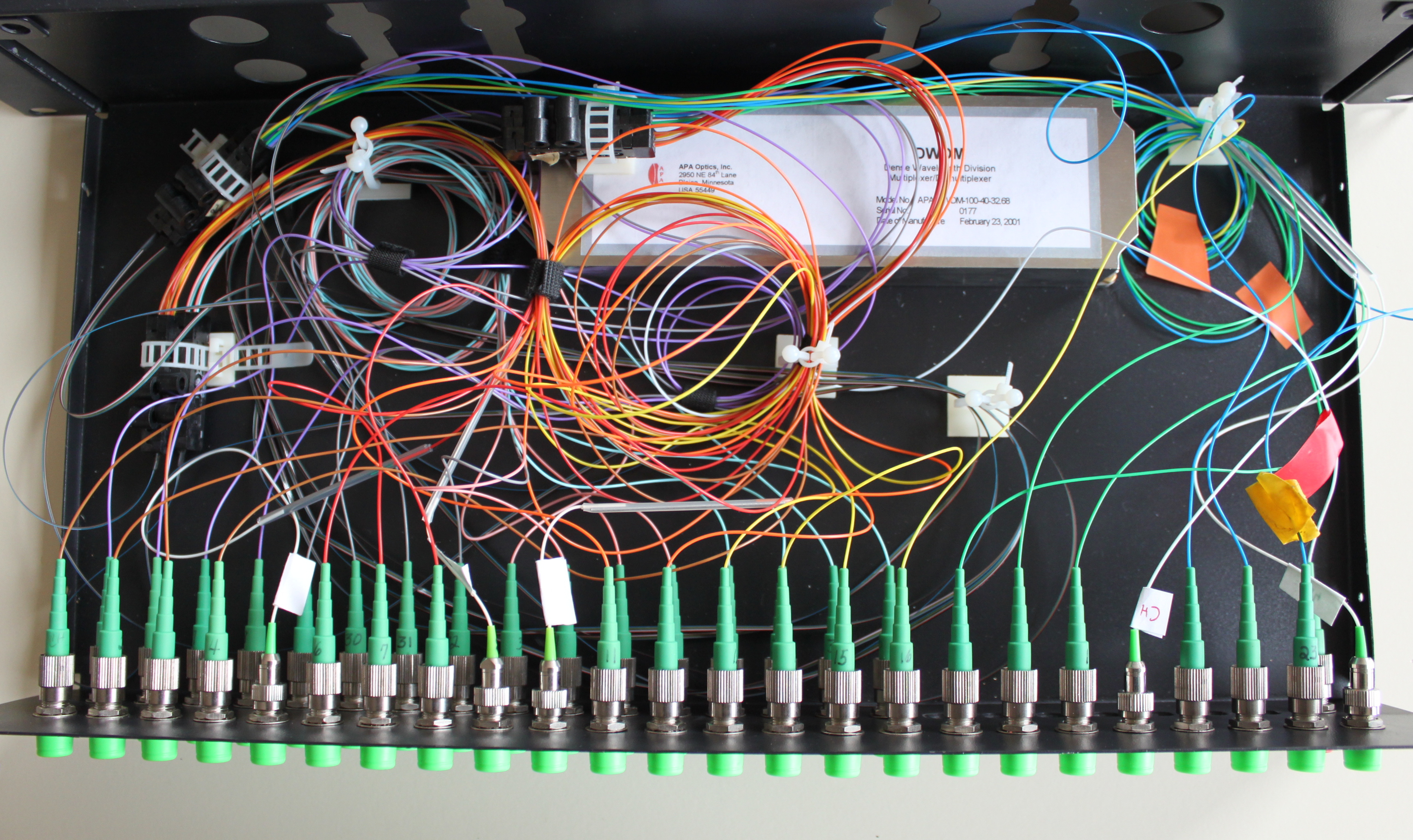
Multiplexeur/Démultiplexeur DWDM

Pour pouvoir multiplexer plusieurs sources optiques, il faut préalablement modifier leur longueur d'onde en utilisant des matériels spécifiques : transceivers ou transpondeurs.
Chaque flux d'information est codé sur une porteuse par modulation d'amplitude ou de phase, comme pour une transmission sur fibre optique standard.
Les équipements de démultiplexage sont généralement des équipements passifs, type réseaux de diffraction. Ils agissent comme des filtres en sélectionnant le signal dans une zone de longueur d'onde donnée.
Le multiplexage en longueur d'onde sur une fibre utilise mieux la bande passante de la fibre, c'est une solution économique qui permet de maximiser la capacité de celle-ci.
Les canaux peuvent être identifiés, soit par la fréquence de la porteuse optique {\displaystyle f}, soit par la longueur d'onde {\displaystyle \lambda } , les deux étant reliées par la relation simple {\displaystyle \lambda ={\dfrac {c}{f}}} avec {\displaystyle c} la célérité de la lumière dans le vide.

## Types de WDM

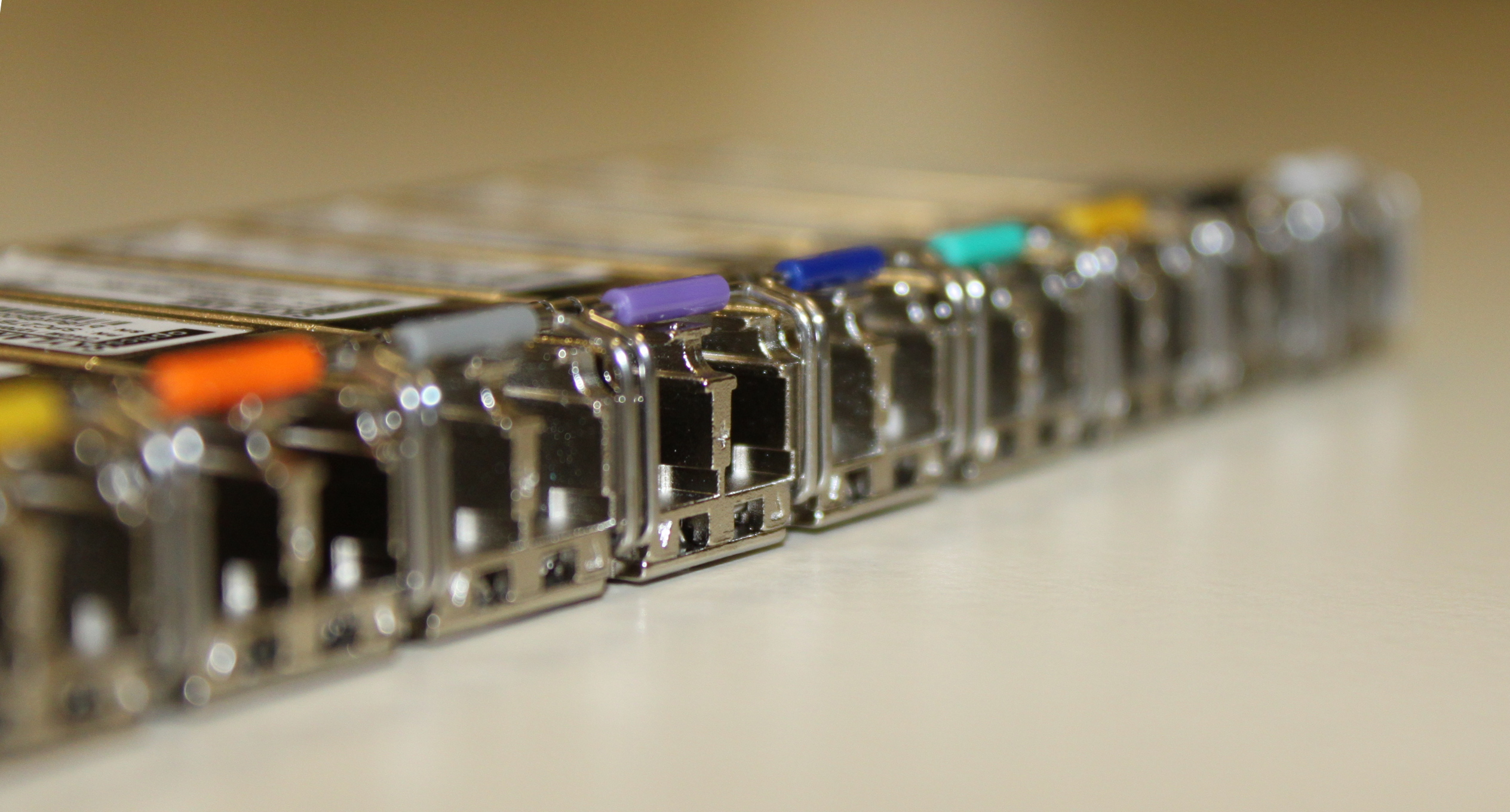
Série de transceivers SFP+ 10 Gbit/s WDM

### CWDM
Lorsque l'espacement entre les longueurs d'onde est de 20 nm, on parle de Coarse WDM (CWDM). L'avantage du CWDM est son coût. En effet, grâce à l'important espacement laissé à chaque canal, il n'est pas nécessaire de réguler en température le laser d'émission. En revanche, la limite est fixée à 18 canaux non amplifiés (définis par l'ITU), donc sur 150 km au maximum. Dans la pratique, seules 8 longueurs d'onde sont généralement utilisées en 10 Gb/s (de 1 471 à 1 611 nm), le reste des longueurs d'onde CWDM possibles étant traversé par une zone de forte absorption dans la plupart des fibres optiques.

### DWDM
Pour un espacement plus faible (donc plus de longueurs d'onde simultanément en propagation), on parle de Dense WDM (DWDM, plus de 32 longueurs d'onde) et même Ultra Dense WDM (UDWDM). Les systèmes DWDM commerciaux espacent les longueurs d'onde d'environ 0,8 nm (100 GHz), 0,4 nm (50 GHz) voire 0,1 nm (12,5 GHz). Il est ainsi possible de combiner 160 longueurs d'onde optiques et plus.
Malgré des tentatives audacieuses (exploitant les solitons par exemple), cette technologie reste la seule déployée sur les réseaux télécoms longue distance (long-haul), et même métropolitains.

## Bandes de fréquences normalisées

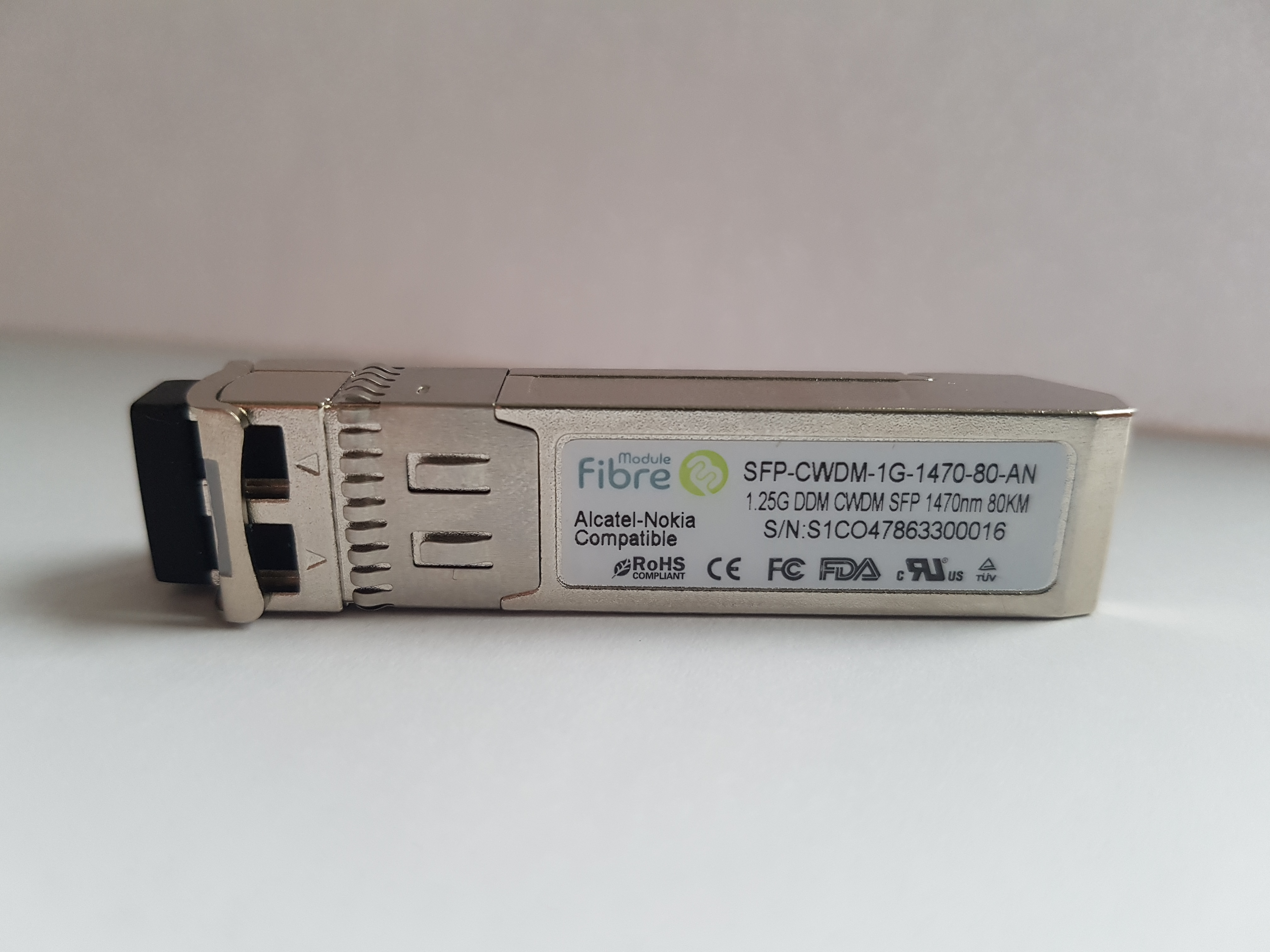
Exemple d'un CWDM Module Fibre 1G compatible Alcatel

L'UIT a normalisé au niveau mondial les bandes de fréquences (et donc les longueurs d'onde) des fibres optiques selon le plan suivant 
- bande U (Ultra) : 178,980 à 184,487 THz ({\displaystyle \lambda _{0}} de 1 675 à 1 625 nm) ;
- bande L (Longue) : 184,487 à 191,560 THz ({\displaystyle \lambda _{0}} de 1 625 à 1 565 nm) ;
- bande C (Conventionnelle) : 191,560 à 195,942 THz ({\displaystyle \lambda _{0}} de 1 565 à 1 530 nm) ;
- bande S (Short) : 195,942 à 205,337 THz ({\displaystyle \lambda _{0}} de 1 530 à 1 460 nm) ;
- bande E (Étendue) : 205,337 à 220,435 THz ({\displaystyle \lambda _{0}} de 1 460 à 1 360 nm) ;
- bande O (Originale) : 220,435 à 237,930 THz ({\displaystyle \lambda _{0}} de 1 360 à 1 260 nm).

La bande de fréquence la plus utilisée est la bande C (1 530–1 565 nm). C'est le spectre amplifié par les amplificateurs EDFA (Erbium Doped Fiber Amplifier), ce qui permet par conséquent de l'utiliser sur de très longues distances par ce biais. L'ITU a spécifié des numéros pour les fréquences. 192,1 THz est la fréquence 1, 192,2 THz est la fréquence 2, etc. C'est aussi la bande de fréquence sur laquelle l'atténuation est minimale.
Poursuivons le raisonnement : 

La bande C équivaut en Hz à (196–192 THz), ce qui offre 4 THz de bande passante.
Sur la courbe caractéristique de la silice, l'atténuation dans la bande passante (1 530–1 565 nm) est de 0,2 dB/km.
Un autre intervalle, dans le cœur de la bande O, propose une atténuation qui reste faible et intéressante (1 290–1 330 nm) ; l'affaiblissement y est de 0,3 dB/km.
On utilise surtout cet intervalle (qui offre des portées plus faibles) pour les réseaux locaux (par exemple en Ethernet 10GBASE-LX4), et les réseaux FTTH d'accès à Internet (notamment les réseaux GPON et TWDM-PON).
Entre 1 330 et 1 530 nm, l'atténuation était trop importante avec les fibres classiques. Mais avec les nouvelles générations de fibres optiques, cette atténuation élevée n'existe plus entre 1 330 et 1 530 nm, elle est assez proche de 0,2 dB/km.
La bande passante des fibres optiques nouvelle génération atteint ainsi plus de 35 THz (1 290–1 565 nm).
Avec les besoins croissants de bande passante, on exploite maintenant également la bande L, ainsi que les amplificateurs à diffusion Raman.

## Domaines d’application classiques
On distingue souvent deux segments : long haul et metro.
Segment WDM longue portée (Long Haul)
- Technologie WDM employée : DWDM
- Applications : grandes artères sur des longues distances (> 100 km), câbles sous-marins internationaux
- Topologie : point à point, avec un nœud de régénération ou un multiplexeur optique d'insertion-extraction tous les 80 km environ
- Interfaces : débits les plus élevés possibles (2,5, 10 ou 40 Gbit/s)

Segment WDM métropolitain (Metro)
- Technologies WDM employées : CWDM et DWDM
- Applications : liaisons entre les établissements d'une entreprise, boucles optiques au niveau d'une agglomération, distance typiquement inférieure à 100 km
- Topologie : point à point, boucle ou maillage. Généralement sans nœud de régénération ou d'amplification
- Interfaces : diverses (interfaces numériques SONET/SDH haut et bas débit, gigabit Ethernet, fibre Channel...)

## Principaux fabricants
Nokia, Ericsson, Huawei, Cisco, NEC, Ciena (en), Nexans, Prysmian, Packetlight (RAD), ADVA Optical Networking, Fujitsu, sont des fabricants de fibres, composants et équipements DWDM pour les opérateurs de télécommunications. Nortel et JDSU sont des constructeurs aujourd'hui disparus.

## Sources
1. ↑  (en) MARCUS NEBELING, « CWDM: lower cost for more capacity in the short-haul », sur Fiber Network Engineering
2. ↑  tsbmail, « G.694.2 : Grilles spectrales pour les applications de multiplexage par répartition en longueur d'onde: grille espacée CWDM », sur www.itu.int (consulté le 13 juin 2018)
3. ↑  (en-US) « From O to L: the Evolution of Optical Wavelength Bands - Fiber Optic Cabling Solutions », Fiber Optic Cabling Solutions,‎ 13 octobre 2015 (lire en ligne, consulté le 13 juin 2018)
4. ↑  Thiele, Hans-Jorg. et Nebeling, Marcus., Coarse wavelength division multiplexing : technologies and applications, CRC Press, 2007, 376 p. (ISBN 978-1-4200-1869-1 et 1420018698, OCLC 854787186, lire en ligne)